# Langnau (Tettnang)
Langnau ist eine Ortschaft, die zur baden-württembergischen Stadt Tettnang gehört. Sie liegt, aufgeteilt in die Orte Oberlangnau und Unterlangnau, im landschaftlich besonders geschützten Argental auf der Südseite des Flusses Argen. In Oberlangnau waltete über Jahrhunderte das längst aufgelöste Kloster Langnau.

## Geschichte

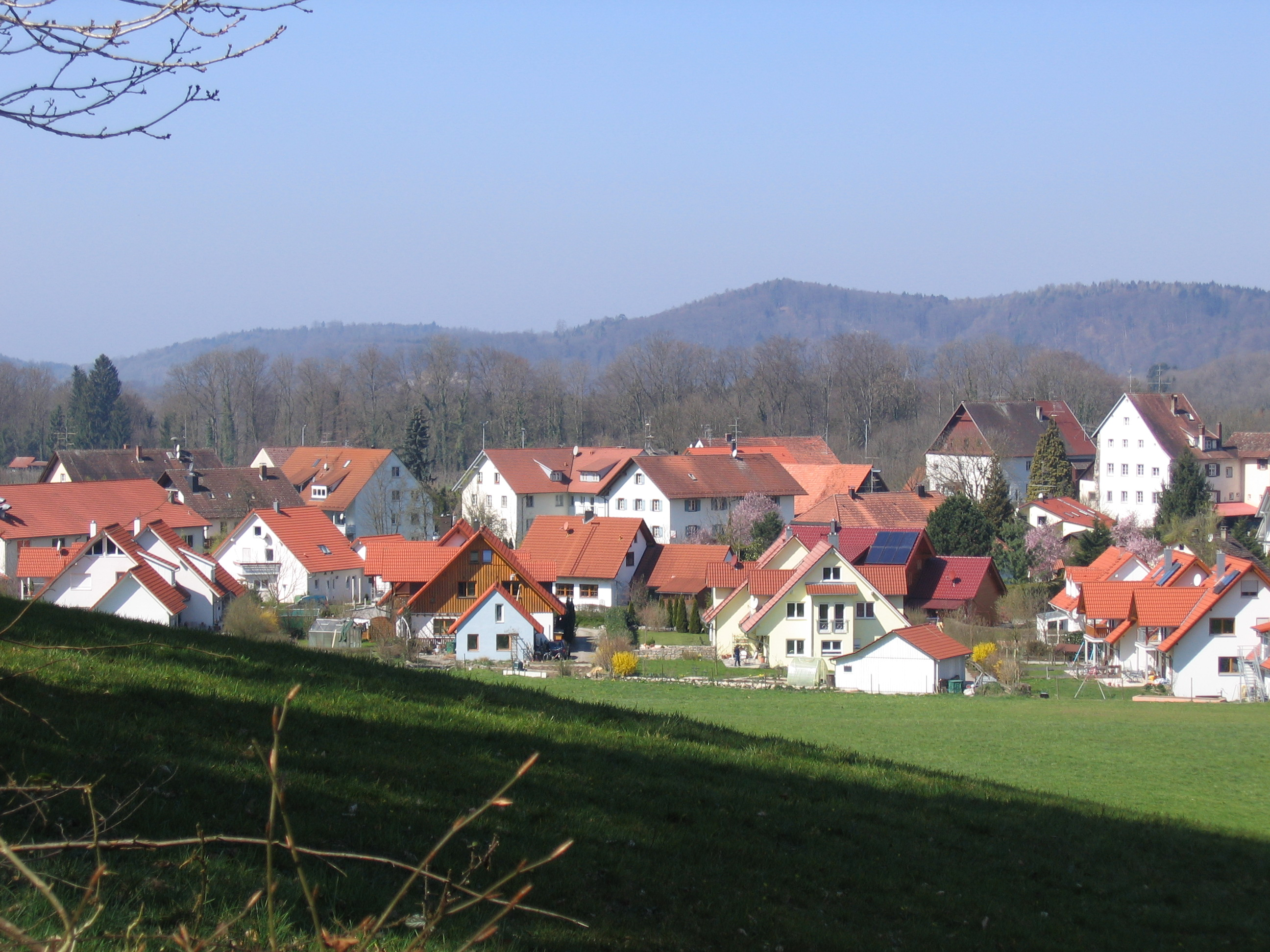
Oberlangnau mit ehemaligem Klostergebäude (rechts)

Als Langenova superior ist der Ort im Jahr 1122 bekannt. Intensive Beziehungen nach Schaffhausen und dem dortigen Kloster Allerheiligen, damals Salvatorkloster der Benediktiner des Landstrichs, sind durch eine in Hiltensweiler – unweit oberhalb von Langnau, verbunden durch eine Waldschlucht – gegründete Zelle belegt. Zentraler Anlass für die Gründung war eine üppige Schenkung des kinderlos gebliebenen Ritters Arnold von Hiltensweiler und seiner Gemahlin Junzila, beide ansässig auf der nahe gelegenen Arnoldsburg.
Irgendwann zwischen 1179 und 1242 gewann Langnau selbst an Bedeutung durch die Gründung des Klosters am Ort des heutigen Oberlangnau. Der oberhalb des Argentals gelegene alte Pfarrsitz in Hiltensweiler sollte dorthin verlagert werden. Auf Drängen der Bevölkerung wurde der Wunsch nach Wiederbelebung der zugehörigen Pfarrkirche nach einer gewissen Bedenkzeit schließlich erfüllt.
Aus Geldmangel wurde das Kloster im Januar 1389 dem damaligen Vogt, dem Grafen Heinrich von Montfort (das Geschlecht der Montfort stellte mehrfach den Bischof von Chur/Schweiz) übergeben. Am 24. April 1405 gab dieser das Kloster wiederum an den bereits in der Region in Argenhardt als Zelle vertretenen Orden St. Pauls des ersten Einsiedlers (Pauliner nach Augustinerregel, eigentliche Gründung durch Waldbrüder), der es zum Pauliner-Eremitenkloster wandelte. Zu einem späteren Zeitpunkt wurde dem Kloster die Zelle Argenhardt und damit zugleich der Tettnanger Wald zugeschlagen. Dokumentiert ist eine Bibliothek, wobei das Kloster selbst nie besondere Bedeutung erlangte – etwa nach der Zahl der (circa 20) Klosterbrüder oder wegen herausragender geistiger Leistungen. Lediglich zwei schulische Lehrbücher eines Mönchs sind erwähnt, jedoch nur noch zur Hälfte erhalten. Dennoch hatte der Ort seit dem Einzug der Pauliner an Bedeutung gewonnen, nämlich als Begräbnisstätte der Grafen von Montfort.
Im Jahr 1525 wurde das Kloster im Kontext des Bauernkriegs zweimal von Bauern geplündert. Die Mönche flüchteten für kurze Zeit, während im Kloster selbst der Bauernrat tagte. Im Februar 1647, während der Wirren des Dreißigjährigen Krieges, wurde das benachbarte Lindau erfolglos von schwedischen Truppen belagert, die bei ihrem Abzug das Kloster niederbrannten.
In der Zeit des Josephinismus löste der Kaiser des Heiligen Römischen Reiches Joseph II. das Kloster in seiner Rolle als Herrscher von Österreich auf. Die Aufhebung im Jahr 1786 wurde formalrechtlich während der bereits laufenden Maßnahme wieder rückgängig gemacht, da der Herrscher für das im Außenbereich liegende Gebiet keine Alleinverfügungsgewalt hatte; der zweite Anlauf im Jahr 1787 bedeutete jedoch das Ende (1793 wurde auch die dortige Pfarrkirche aufgelöst). Die Abbrucharbeiten waren derart massiv, dass nur wenige Objekte erhalten blieben. Ein Teil des Inventars ging an die Pfarrei nach Hiltensweiler, aber es gab auch andere Nutznießer. Dokumentiert ist ein Vermögen von 7520 fl. Capitalien, zu 99.310 fl. berechnet, das dem Österreichischen Religionsfonds zugeführt wurde.
Die Gebeine der Grafen von Montfort wurden nach Hiltensweiler überführt.
Langnau wurde am 1. September 1972 nach Tettnang eingemeindet.
Die beiden Orte von Langnau sind auch heute noch landwirtschaftlich geprägt und weisen neben unterschiedlicher Wohnbebauung auch gastronomische Angebote auf. Unterlangnau ist durch eine Fußgängerbrücke über die Argen mit dem Naherholungsbereich Laimnau-Badhütten verbunden.

### Einwohnerentwicklung
| Jahr             | Einwohner |
| ---------------- | --------- |
| 1. Dezember 1910 | 796       |
| 1925             | 843       |
| 1933             | 1653      |
| 1939             | 1692      |
| Februar 2009     | 1218      |

## Wappen
Blasonierung: Gespalten von Rot und Silber; vorne ein durchgehendes goldenes Paulinerkreuz, hinten eine dreilatzige rote Fahne an drei goldenen Trageringen.

## Wanderwege

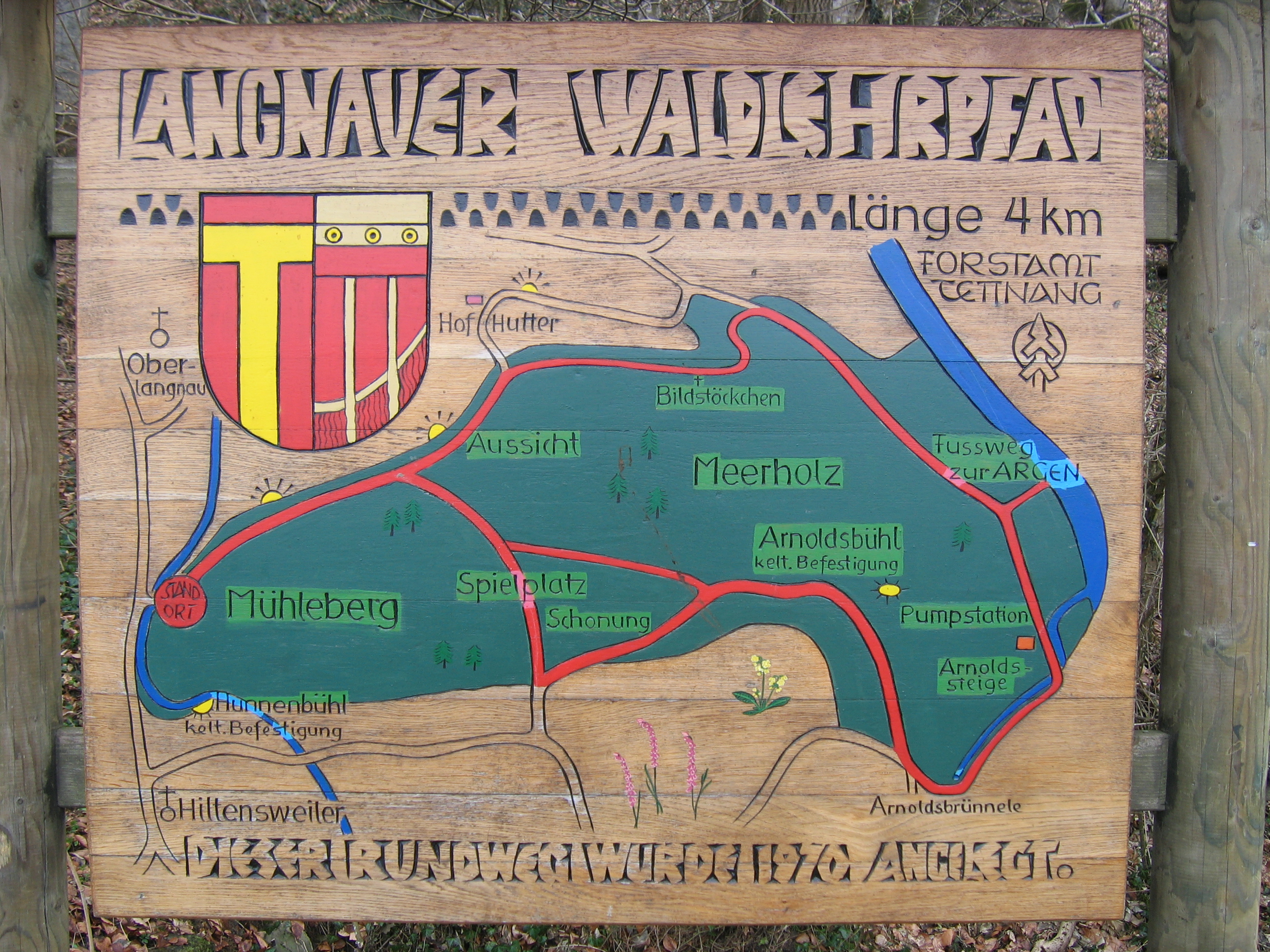
Infotafel Waldlehrpfad

Oberhalb von Langnau, am Wanderparkplatz bei der Straße nach Hiltensweiler, beginnt der vier Kilometer lange „Langnauer Waldlehrpfad“. An verschiedenen Stationen erhält der Wanderer Informationen zum Wald, zu seinen Pflanzen und Tieren.
Parallel zu einem Teil des Lehrpfads verläuft die erste Etappe des Jubiläumswegs, ein 111 Kilometer langer Wanderweg, der 1998 zum 25-jährigen Bestehen des Bodenseekreises ausgeschildert wurde. Er führt, am Bahnhof Kressbronn beginnend, über sechs Etappen nach Neukirch und von dort über Meckenbeuren, Markdorf, Heiligenberg, Owingen bis nach Überlingen.